# Le Plessis-Placy
Le Plessis-Placy é uma comuna francesa localizada na região administrativa da Île-de-France, no departamento Sena e Marne. A comuna possui 224 habitantes segundo o censo de 1990.